# Festival Intercéltico del Morrazo
El Festival Intercéltico do Morrazo es un festival de música folk que se celebra en el municipio pontevedrés de Moaña, en Galicia (España).

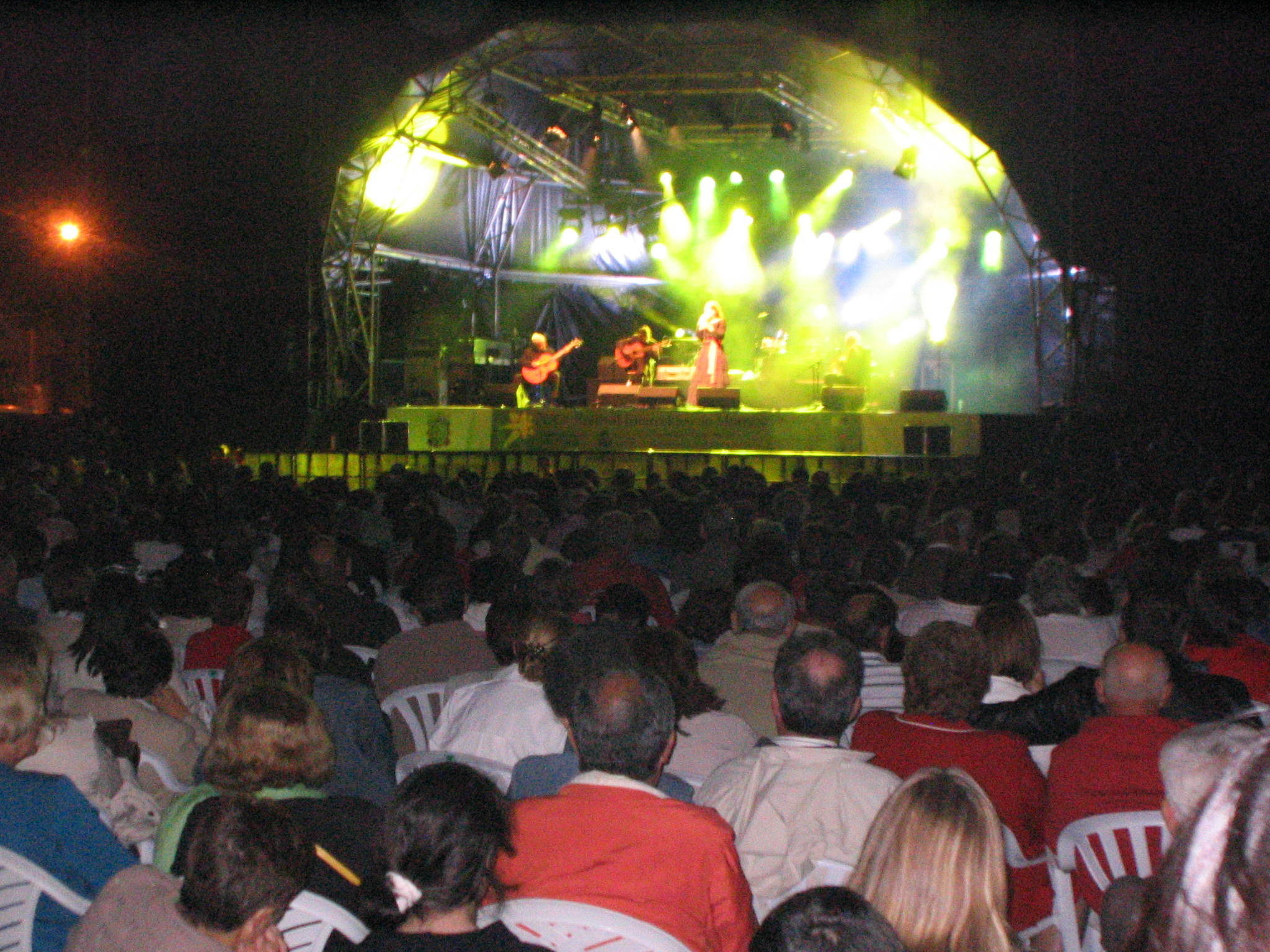
Instantánea de una actuación en la XXV edición del Festival Intercéltico del Morrazo.

El festival busca el promocionar el folclore español tradicional, en especial en que tiene un sustrato cultural celtibérico, y las nuevas tendencias que surgen en este género musical. Con más de 20 años de antigüedad se ha convertido en el único festival de este género que ha mantenido su actividad continuada en España lo que le ha hecho ser una referencia en la música española e internacional. En el año 2003 fue nombrado de Interés Comunitario por la Unión Europea y de Interés Cultural por el Ministerio de Cultura del Gobierno de España.

## Historia
El 15 de agosto de 1985 se celebró el I festival Nocturno Celta do Morrazo organizado por la Escuela de Gaitas Semente Nova de Moaña. Este festival tenía el objetivo, aparte de dar a conocer la actividad de la escuela de gaitas, de financiar un viaje a Lorient, Bretaña (Francia) para la participación en su festival intercéltico.
En este primer festival actuaron, además de los organizadores, Ricardo Portela, Lembranzas Galegas, Muxicas, Vai de Roda y Milladoiro. La iniciativa fue muy bien acogida por el público y dio pie a organizar una nueva edición del mismo.
El planteamiento fue organizar el festival en tres jornadas, que han ido llenándose de actividades aparte de la propia de la musical, y pasando de la participación de grupos españoles a bretones, escoceses e irlandeses.
Se puede dividir la historia del festival en tres etapas diferenciadas.

### Primera etapa
En la primera etapa, la organización de los festivales fue responsabilidad de la escuela de Gaitas Semente Nova y la duración del mismo se limitaba a un fin de semana. En este periodo se programaba música tradicional con alguna introducción de nuevas tendencias.

### Segunda etapa
El ayuntamiento de Moaña se hizo cargo de la organización del festival ampliando la duración del mismo hasta diez días. Junto a las actuaciones musicales se organizaron otras actividades relacionadas con la cultura y el sustrato celtibérico. Se realizaban actuaciones de teatro, exposiciones, talleres, artesanía, etc. que complementaban las actuaciones musicales, las cuales también ampliaron sus temática.
Esta situación duró más de diez años y fue el periodo más activo y en el que el festival cogió renombre internacional. 
En este fase, además de la organización municipal, también la Junta de Galicia y la Diputación Provincial de Pontevedra comenzaron a colaborar en el mismo aportando financiación. A partir del año 1993 se comenzó a reducir la financiación, con lo que el festival comenzó a languidecer hasta que el ayuntamiento comenzó a subcontratar la organización del festival a empresas privadas.
Es de destacar que el festival, desde sus comienzos había sido gratuito y realizado en espacios públicos y abiertos. Cuando la organización del mismo pasó a manos privadas y se comenzó a realizar en espacios cerrados las actuaciones más relevantes perdieron la gratuidad.

### Tercera etapa
En 1995 el ayuntamiento vuelve a hacerse cargo de la organización y se retoman las ideas de la primera etapa tanto en tiempo de duración -se vuelve a los tres días del fin de semana-, como en el tipo de actuaciones: música tradicional y nuevas tendencias. Se establece el objetivo de buscar una proyección internacional, abriendo el festival a nuevas músicas folclóricas e introduciendo grupos como Las Hijas del Sol o Mestissay. 
En 2001 se comienza a organizar una feria de artesanía que completa las actuaciones musicales.